# Todo o nada (álbum)
Todo o nada es el 16º álbum de Lucía Méndez, editado el año 1998.
Los sencillos que más destacaron de esta grabación son "Ya la pagarás" y  "Corazón de acero", temas principales de la telenovela protagonizada por Lucía Méndez Tres veces Sofía para TV Azteca. También se lanzaron "Di que no es verdad", "Todo o nada" y "Cariñito azucarado".
Según AMPROFON de México, este álbum está certificado como "Disco de Oro" por haber vendido 100.000 copias. Este álbum fue el primero de los dos que grabó para Azteca Music.

## Temas
1. Di que no es verdad (Alberto Domínguez)
2. Corazón de acero (Luis Koloff)
3. Todo o nada (Azteca Publishing)
4. Por un puñado de oro (Carlos Gómez Barrera)
5. Amor gitano (Héctor Flores Usuna)
6. Ya la pagará (Mario de Jesús)
7. Lágrimas de amor/Tus promesas de amor (Raúl Shaw Boutier/Miguel A. Amadeos)
8. Cariñito azucarado (Enrique Cerón)
9. Entrega total/Total (Abelardo Pulido Buenrostro/Ricardo García Perdomo)
10. Si tú me dices ven (Alfredo Gil)
11. Amar y vivir/Toda una vida (Consuelo Velásquez/Oswaldo Farrés)
12. Siempre estoy pensando en ti (Juan Gabriel)

- Una producción de Azteca Records dirigida por Chamín Correa.

## Créditos
- Dirección y arreglos: Chamín Correa
- Dirección de A&R: Juan Carlos Alonso
- Asistente: Carlos Adrián Martínez
- Fotografía: Adolfo Pérez Butrón
- Maquillaje: Eduardo Arias
- Coordinación de vestuario: Marco Corral
- Accesorios: Tane
- Diseño: Arturo Medellín Jr.

## Músicos
- Coordinación de arreglos y Bajo: José Cardenas
- 1.er. Requinto: Chamín Correa
- 2.º. Requinto: Mario Romero
- Guitarras Acústicas y Vihuela: Miguel Peña
- Sax Tenor: Alex Campos
- Batería y percusiones: Fausto Carlos Vázquez
- Trompetas: Manuel Valle Villalpando y Xavier Reyes
- Acordeón: David Corral